# نيسان تيدا
نيسان تيدا (بالإنجليزية: Nissan Tiida) هي سيارة مدمجة أنتجتها الشركة اليابانية نيسان منذ عام 2004، على مدى جيلين.
بالنسبة للجيل الأول من سيارة تيدا التي تم تصنيعها بين عامي 2004 و2012، تم تحديد الفئة سي11 وتم بيعها على أنها سيارة هاتشباك بخمسة أبواب وسيدان بأربعة أبواب. امتد هذا النموذج إلى أجزاء السيارة الصغيرة المدمجة. تم بيعها بالتجزئة في أمريكا الشمالية باسم نيسان فيرسا، في أجزاء من أمريكا الجنوبية باسم دودج ترازو، وفي جنوب شرق آسيا للسيارة فقط تحت عنوان نيسان لاتيو. قامت سي11 بسد فئتي السيارات الصغيرة المدمجة، حيث عملت كنموذج وسيط بين طرازات ميكرا / آذار الأصغر وطرازات بلوبيرد سيلفي وسنترا ضمن مجموعة نيسان العالمية. لذلك، اعتمادًا على السوق، استبدلت سي11 نماذج مختلفة وشغلت قطاعات مختلفة. على سبيل المثال، حلت سيارة تيدا في اليابان محل نيسان صني (بي15) في تشكيلة نيسان باعتبارها أصغر سيارة سيدان. في معظم الأسواق، كانت الفترة بين مارس وبلوبيرد سيلفي؛ بالنسبة لأمريكا الشمالية، أصبح نموذجًا جديدًا للمبتدئين أسفل سينترا؛ وفي أماكن أخرى، كانت تيدا تميل إلى شغل الدور الذي كان يؤديه سابقًا نيسان الميرا / بولسار / سينترا / صني (أن16)، والتي تباع في اليابان باسم بلوبيرد سيلفي (جي10). خليفة جي10 / أن16، بلوبيرد سيلفي جي11 لم يباع على نطاق واسع خارج اليابان. بدأ التخلص التدريجي من سي11 في الصين أولاً، خلال عام 2011 عندما تم استبداله جزئيًا بالفئة المدمجة الأكبر سي12 تيدا/ بولسار هاتشباك. في عام 2012، بدأ سحب سي11 من المزيد من الأسواق حيث توقفت قواعد الإنتاج الرئيسية عن التصنيع. تم استبدال سي11 أيضًا بسيارة نيسان نوت صغيرة الحجم أو فيرسا نوت (إي 12) هاتشباك، وعلى جبهات السيدان، من خلال الميرا / لاتيو / صني / فيرسا (أن17) المدمجة ونيسان بولسار / سيلفي / سينترا (بي17).
قدمت نيسان الجيل الثاني من تيدا، سلسلة هاتشباك سي12 ذات الخمسة أبواب في عام 2011 إلى السوق الصينية. ابتداءً من عام 2013، بدأت المبيعات في تايلاند، ثم أستراليا ونيوزيلندا باسم نيسان بولسار. يمثل سي12 خروجًا عن سي11، حيث يزيد من أبعاده ليحتل الفئة المدمجة بشكل مريح. نيسان تيدا تسمى أيضا «سيارة باتريدا». تم ترسيخ التطوير مع نيسان بولسار / سيلفي / سينترا (بي17) والتي تعد فعليًا نسخة سيدان من سي12.

## أصول الكلمة
يأتي اسم «تيدا» من لغة أوكيناوا ويعني «الشمس»، واستمرارًا لتقليد التسمية الذي بدأ عام 1966 مع نيسان صني.

## الجيل الأول (سي11؛ 2004)

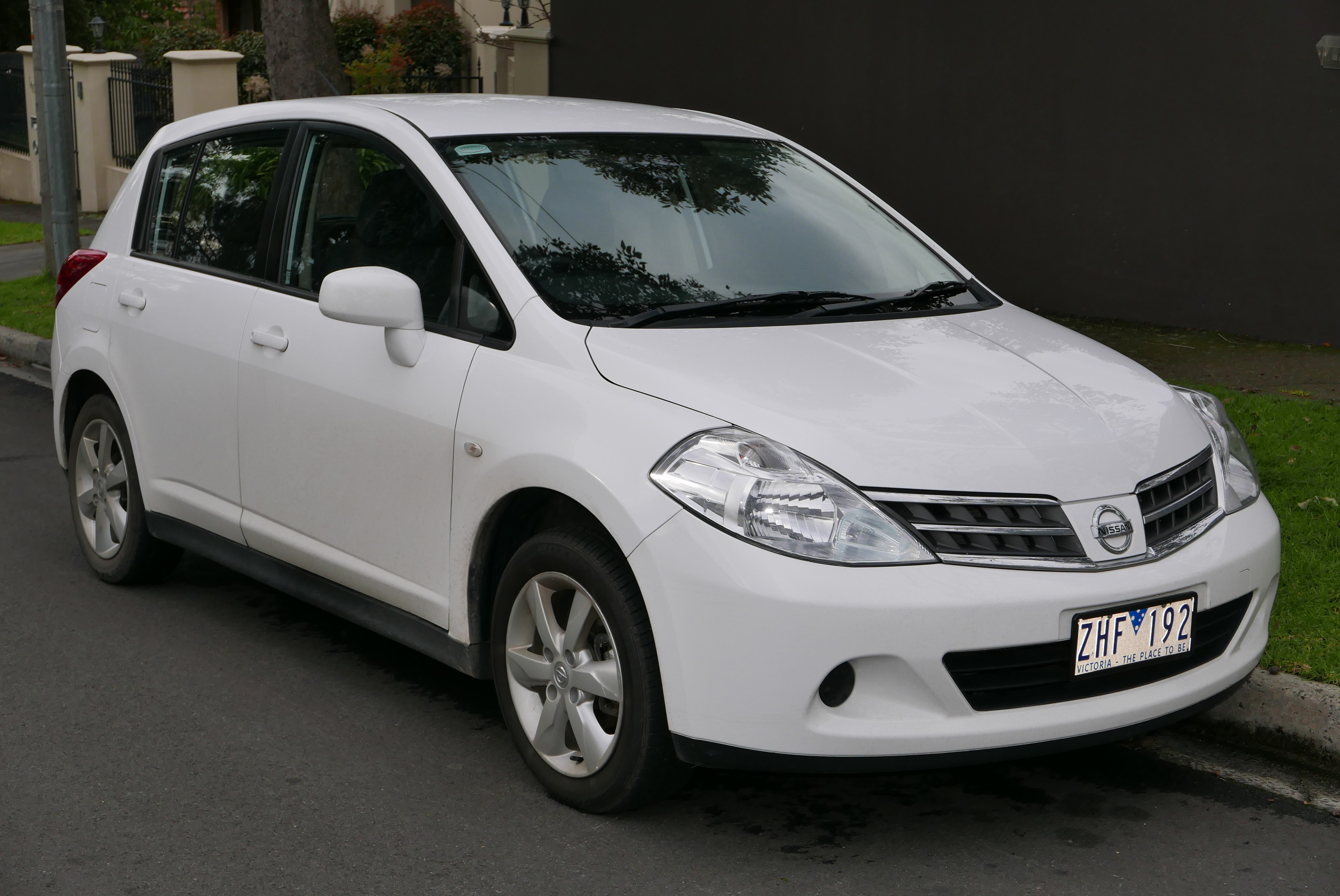
شد الوجه نيسان تيدا ST هاتشباك

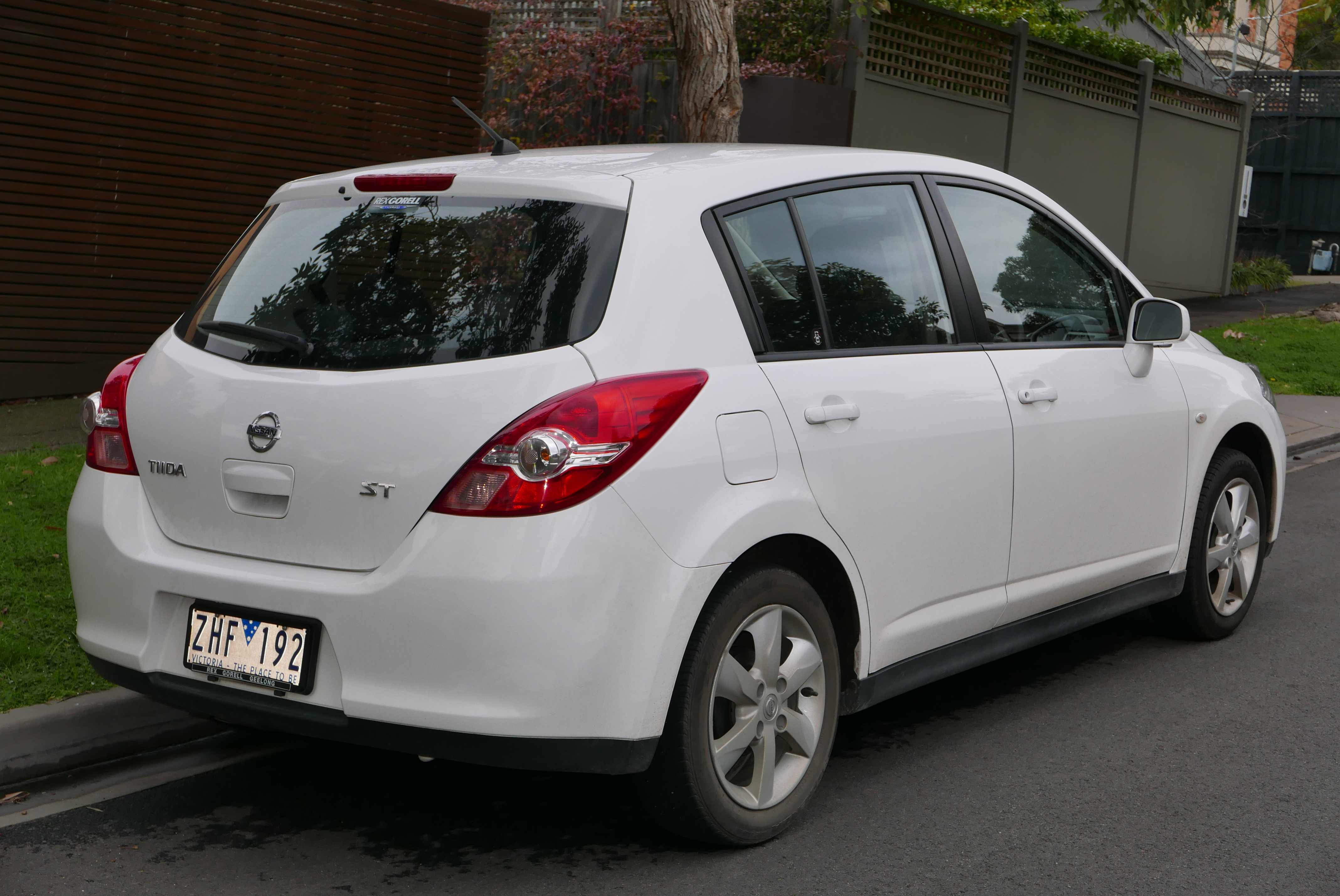

الوزن الصافي 1100 كجم (2400 رطل)كشفت نيسان عن سيارة سي-نوت الاختبارية في عام 2003 لمعاينة تصميم نيسان تيدا (سي11) القادمة. إنه مفهوم هاتشباك يعتمد على نفس منصة رينو ميغان. وشملت الداخلية اللون البيج مشرق. تم الكشف عن السيارة في معرض طوكيو للسيارات 2003.
| الجيل الأول (سي11) | الجيل الأول (سي11) |
| ------------------ | --- |
|                    | |
| ملخص               | |
| تسمى أيضًا          | نيسان تيدا لاتيو (سيدان) نيسان لاتيو نيسان فيرسا (أمريكا الشمالية) دودج ترازو (أمريكا الجنوبية، ملغاة) فينوسيا R50 / D50 (الصين، 2012 - 2016)                                      |
| الإنتاج            | 2004-2012 (اليابان) 2005-2016 (الصين) 2006-2012 (تايلند) 2007-2015 (ماليزيا) 2006-2018 (أمريكا اللاتينية) 006-2018 (تايوان)                                                        |
| جمعية              | اليابان: كاندا، فوكوكا (مصنع كيوشو) أنغولا: لواندا الصين: ووهان (DMCL) وقوانغتشو ماليزيا: سيريندا (TCMA) المكسيك: سيفاك وأغواسكاليينتس تايوان: مقاطعة مياولي تايلاند: ساموت براكان |
| الجسم والشاسيه     | |
| الجسم              | سيارة سيدان بأربعة أبواب بتصميم الجسم 5 أبواب هاتشباك |
| التصميم            | محرك أمامي، دفع أمامي / دفع رباعي |
| منصة               | منصة نيسان ب |
| ذات الصلة          | نيسان ليفينا نيسان نوت نيسان إي دي وينغرود |
| مجموعة نقل الحركة  | |
| محرك               | بنزين: - 1.5 لتر HR15DE - 1.6 لتر HR16DE I4 - 1.8 لتر MR18DE14 ديزل: - 1.5 لتر K9K I4                                                                                              |
| ناقل حركة          | يدوي 5 سرعات يدوي 6 سرعات 4 سرعات أوتوماتيكية CVT |
| الأبعاد            | |
| قاعدة العجلات      | 2600 ملم (102.4 بوصة) |
| الطول              | 4,295 ملم (169.1 بوصة) (هاتشباك) 4,470 مم (176.0 بوصة) (سيدان) |
| العرض              | 1,695 مم (66.7 بوصة) |
| الارتفاع           | 1,535 ملم (60.4 بوصة) |
| الوزن الصافي       | 1100 كجم (2400 رطل) |

ظهرت تيدا هاتشباك وتيدا لاتيو سيدان لأول مرة في عام 2004 في اليابان، وفي بعض الدول الأوروبية في عام 2007. وهي تعتمد على قاعدة عجلات ممتدة لمنصة نيسان بي،  وتم تصنيعها كسيارة هاتشباك بخمسة أبواب وسيارة سيدان بأربعة أبواب. تضمنت مجموعة المحركات محركات بنزين 1.5 و1.6 و1.8 لتر ومحرك ديزل سعة 1.5 لتر.
في يناير 2008، قدمت نيسان إصدارات محسنة من هاتشباك وسيارة السيدان. تم تعزيزها ببعض التغييرات الرئيسية بما في ذلك الميزات الخارجية الجديدة والتصميمات الداخلية، وتوجيه القوة المعاد ضبطه، وتحسينات مجموعة نقل الحركة، وحزمة بلاس نافي أتش دي دي (بالإنجليزية: Plus navi HDD) الجديدة المسماة كار وينغز (بالإنجليزية: CarWings) في اليابان.
يتميز التصميم الخارجي بشبكة جديدة ومصد أمامي ومصابيح أمامية ومصابيح خلفية ومصد خلفي وأغطية عجلات جديدة. تتميز المقصورة الداخلية بمظهر أكثر حداثة بالإضافة إلى تحسين الرؤية وسهولة الاستخدام، وتصميم جديد لمجموعة العدادات وألواح العدادات المعدنية.
تشتمل المحركات على محرك رباعي الأسطوانات سعة 1.5 لتر أو 1.8 لتر، ويمكن أن يقترن الأكبر بناقل حركة يدوي بست سرعات. هناك أيضًا حزمتان اختياريتان للوكلاء: (بالإنجليزية: Nismo S-tune Aero Package & Nismo Performance Package.)

### تسويق

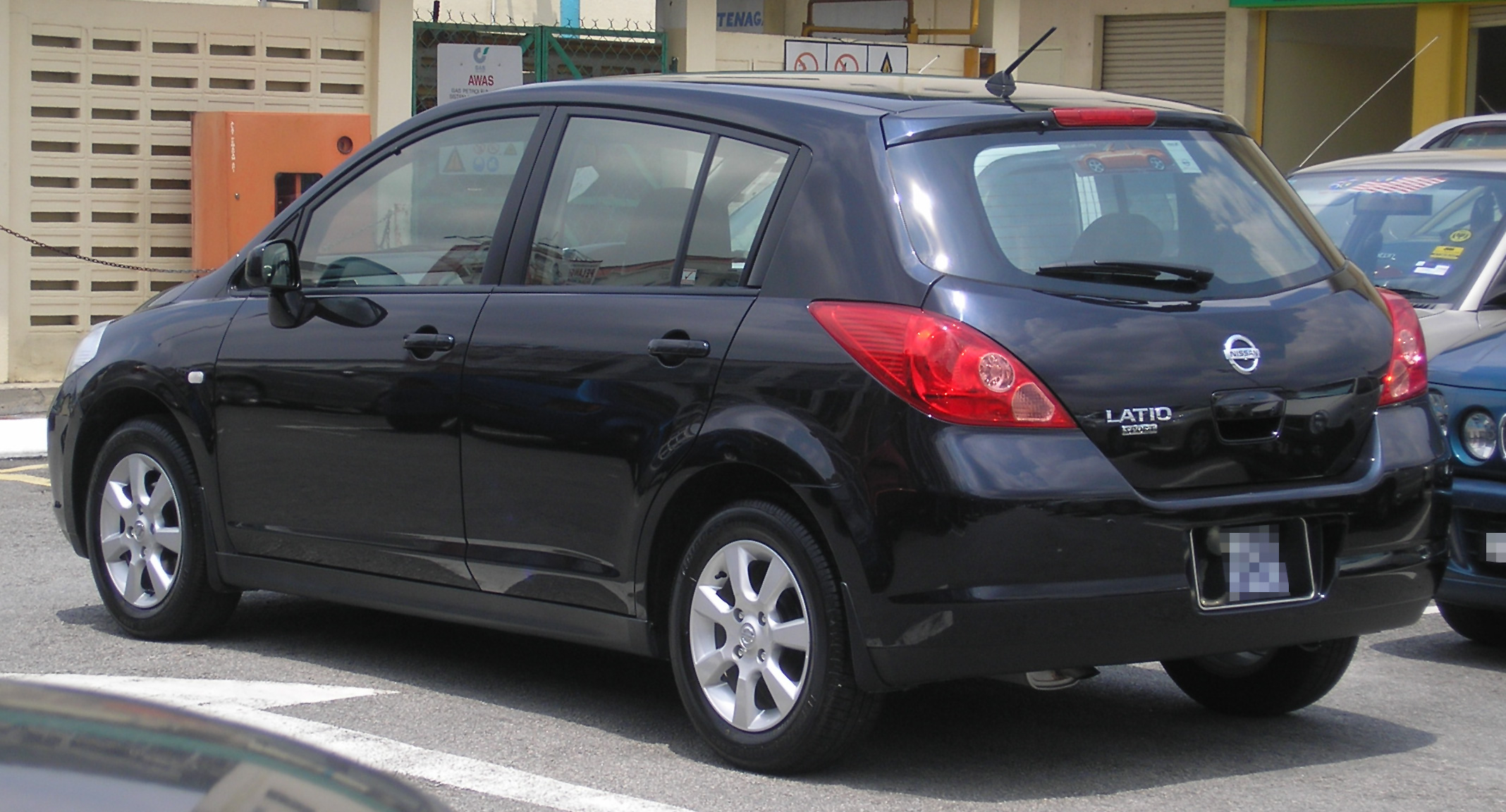
نيسان لاتيو هاتشباك (ماليزيا) قبل شد الوجه

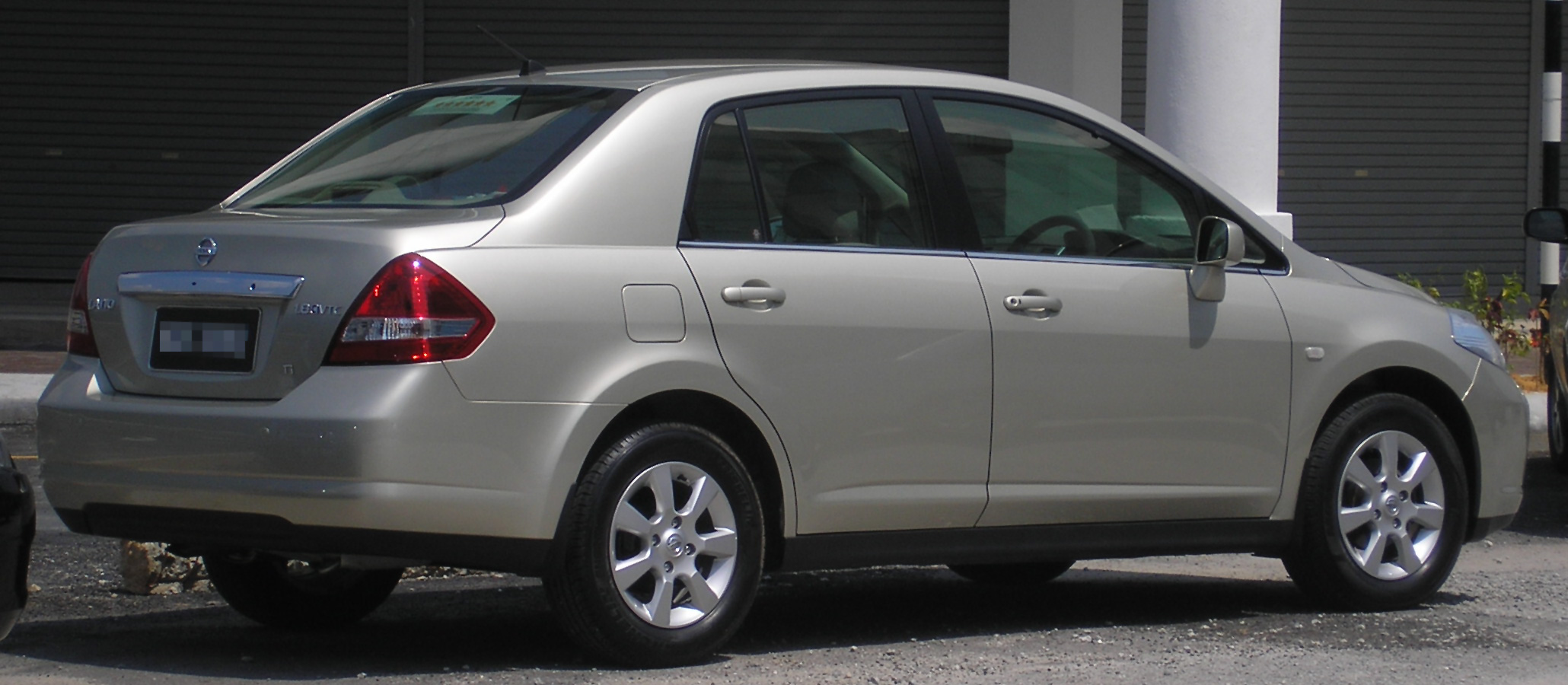
نيسان لاتيو سيدان قبل تجميل (ماليزيا)

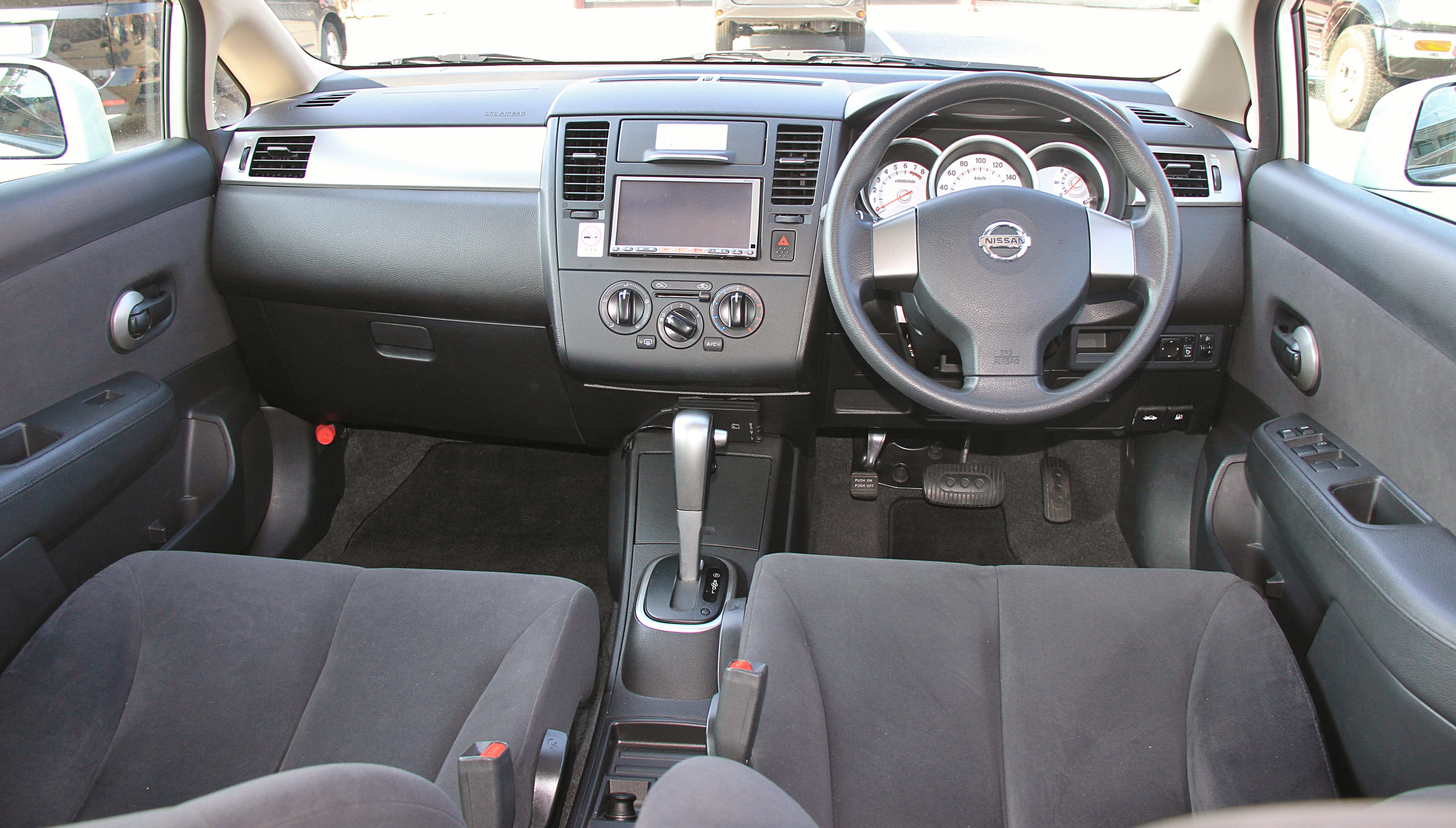
من الداخل

#### آسيا
في الصين القارية، يتم إنتاج تيدا بواسطة شركة دونغفنغ موتور، وهي مشروع مشترك بين نيسان وشركة محلية.
في ماليزيا، تم بيع الجيل الأول من تيدا باسم لاتيو ومتوفر بنمط جسم السيدان وهاتشباك. عُرفت السيارة السيدان ببساطة باسم لاتيو بينما كانت هاتشباك تُعرف باسم لاتيو سبورت. تم الكشف عنها في مايو 2007 ومتاحة في يونيو 2007، وتم تقديم أربعة متغيرات في البداية لنمط جسم السيدان:1.6 أس تي (أم)، 1.6 أس تي (إي)، 1.6 أس تي-أل (إي)، 1.8 تي (إي).
كانت هاتشباك متوفرة في إصدار 1.6 أس تي-أل (إي) وحيد. في أبريل 2008، كان إصدار محدود من (بالإنجليزية: "Tuned By Impul") متاحًا لكلا الخيارين. تميز هذا الإصدار بمجموعة هيكل، ونظام تعليق رياضي، ونظام عادم مختلف وعجلات معدنية مختلفة. في سبتمبر 2011، خفضت نسخة شد الوجه من لاتيو عدد المتغيرات إلى اثنين فقط. متغير وحيد 1.6 لسيارة سيدان ومتغير وحيد 1.8 لهاتشباك.
في سنغافورة، تم بيع تيدا وتيدا لاتيو في البداية جنبًا إلى جنب مع صني أن16 الأقدم والأرخص وسيلفي الأكبر والأكثر تكلفة.
في إندونيسيا، تم تسويق تيدا 1.8 هاتشباك للاستخدام الخاص، بينما كانت السيارة 1.6 سيدان مخصصة لأسطول سيارات الأجرة فقط.
في هونغ كونغ، تم استخدام تيدا كسيارة شرطة من قبل شرطة هونغ كونغ. كان بعضها عبارة عن سيارات دورية للشرطة بينما كان بعضها من سيارات شرطة المطار.
في تايوان، يتم إنتاج كل منتيدا هاتشباك وتيدا سيدان بواسطة يولون. ظلت سيارة تيدا سيدان قيد الإنتاج حتى مايو 2018.

#### أوروبا
في عام 2007، بدأت الدول الأوروبية الأولى في تلقي واردات تيدا. على الرغم من أنه لم يتم إطلاقه رسميًا في المملكة المتحدة، فقد تم بيع بعض السيارات الموجهة للسوق الأيرلندي في المملكة المتحدة كواردات رمادية.

#### أمريكا الشمالية
تم تقديم فيرسا في الولايات المتحدة وكندا في يوليو 2006 كنموذج 2007. تستخدم موديلات أمريكا الشمالية واللاتينية من تيدا محرك بنزين سعة 1.8 لتر DOHC ويتم تجميعها في مصنع نيسان أغواسكالينتس في المكسيك. وهي أيضًا سيارة الركاب الوحيدة من نيسان بأربعة أبواب في الولايات المتحدة وكندا التي تُباع في جميع أنحاء العالم، حيث إن سيارات سينترا وألتيما وماكسيما حصرية لأمريكا الشمالية.
وفقًا لبيان صحفي صادر عن نيسان في عام 2008، «العكس» هو اختصار لـ «مساحة متعددة الاستخدامات» يُقصد بها الإشارة إلى اتساع المقصورة الداخلية وترتيبات الشحن القابلة للتهيئة.
ظهرت فيرسا أمريكا الشمالية لأول مرة في معرض أمريكا الشمالية الدولي للسيارات 2006 في يناير من نفس العام. تم تقديم طراز هاتشباك أولاً، مع وصول السيدان لاحقًا في نهاية العام، كلاهما كنماذج 2007. حلت سيارة سيدان سعة 1.6 لتر محل سيارة السيدان سعة 1.8 لتر في كندا لعام 2009، في ذلك العام في الولايات المتحدة تمت إضافة 1.6 سيدان إلى التشكيلة على طول 1.8 سيدان.
يتم تشغيل فيرسا بواسطة محرك 1.8 لتر آي4 أم آر ينتج 122 حصان (91 كيلو واط) و 127 قدمًا - أل بي أف (170 نيوتن متر). يتم تقديم ثلاث نقلات: ناقل حركة أوتوماتيكي بأربع سرعات، وناقل حركة متغير باستمرار سي في تي (CVT)، ودليل من ست سرعات. يشتمل مستويي القطع على أس وأس أل - يوفر أس أل تكييف الهواء وإكسسوارات الطاقة وABS، وكلها خيارات في أس. كما تحتوي فيرسا أس أل على ميزات / خيارات غير متوفرة في أس مثل مثبت السرعة (متوفر في بعض طرازات أس)، عجلات معدنية، سي في تي اختياري (يتوفر ناقل الحركة الأوتوماتيكي رباعي السرعات فقط في فيرسا أس ولكن يتوفر سي في تي في بعض طرز أس)، واتصال بلوتوث اختياري للأجهزة الإلكترونية، وحزمة رياضية تضيف فتحة سقف كهربائية، الخلفية المفسد، والطقم الهوائي السفلي.
تم طرح الإصدار فيرسا 1.6 ليتر لعام 2009 في طراز السيدان فقط، والذي يستخدم محرك بنزين HR16DE رباعي، بقوة 107 حصان (80 كيلو واط) و111 رطل قدم (150 نيوتن متر) من عزم الدوران. ناقل الحركة الأساسي عبارة عن دليل بخمس سرعات؛ أربع سرعات أوتوماتيكية اختيارية.
تتميز فيرسا 1.6 بحواف سوداء (بدلاً من لون الهيكل) لأغلفة المرآة الخارجية وحافة لوحة الترخيص والشبكة الأمامية؛ عجلات فولاذية مقاس 14 بوصة الداخلية السوداء أربعة مكبرات صوت راديو مزودة بأسلاك مسبقة للراديو - ولكن لا يوجد راديو. تشمل ميزات الأمان ست وسائد هوائية ومساند رأس أمامية نشطة ونظام مراقبة ضغط الإطارات. يتم توفير تكييف الهواء ونظام صوت AM / FM / CD ونوافذ كهربائية وأقفال كهربائية للأبواب ومرايا كهربائية وإمكانية الدخول بدون مفتاح كجزء من حزمة القيمة. فرامل مانعة للانغلاق مع توزيع إلكتروني لقوة الفرملة (إِ بي دي) ومساعدة الفرامل اختيارية (250 دولارًا) فوق الحزمة القيمة.
عندما تم طرحها في خريف عام 2008، جعلها السعر الأساسي لسيارة فيرسا البالغ 9990 دولارًا أمريكيًا أرخص سيارة جديدة متاحة في الولايات المتحدة،  ولكن خفض سعر هيونداي أكسنت اغتصب هذا التمييز بمقدار 20 دولارًا. سعر القاعدة الكندي الذي يبلغ 12498 دولارًا أمريكيًا مقابل فيرسا 1.6 قلص أيضًا من منافسيها عند الإطلاق.
تتميز طرازات 2010 بشبكة معاد تصميمها وتصميم جديد لأغطية عجلات طراز 1.8 أس. في أمريكا الشمالية، تم استبدال سيارة السيدان بجيلها الثاني بدءًا من عام 2012 النموذجي (وبالتالي، 2011 كان آخرها). ومع ذلك، فقد تم تمديد مصير هاتشباك لمدة عام آخر، وكان عام 2012 هو الأخير. توقف إنتاج كلاهما لتلك السوق في منتصف عام 2011.
تم إيقاف إنتاج سيارة تيدا السيدان في المكسيك، وتم استبدالها بسيارة فيرسا الجديدة في أكتوبر 2019.

#### جنوب أمريكا
في 11 يناير 2008، أعلنت شركة كرايسلر ذ. م. م. وشركة نيسان موتور، المحدودة عن اتفاقية لتزويد شركة نيسان كرايسلر بسيارة جديدة تعتمد على سيارة نيسان فيرسا سيدان لتوزيع محدود في أمريكا الجنوبية في عام 2009.

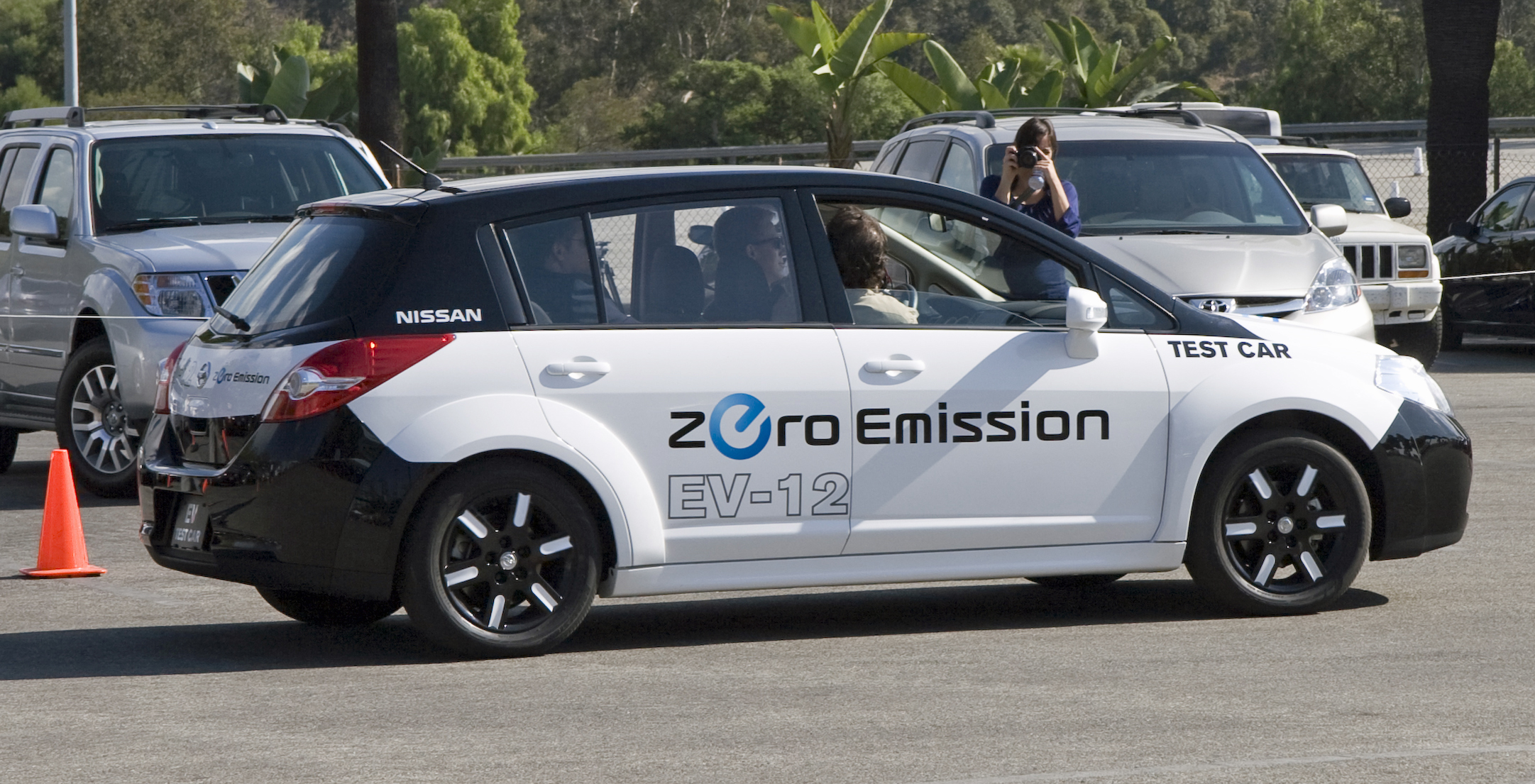
سيارة اختبار نيسان EV-12

### النموذج الكهربائي
استند النموذج الأولي للسيارة الكهربائية إِ في-11 إلى تيدا واستخدم محركًا كهربائيًا بقوة 80 كيلو واط (107 حصان) و280 نيوتن متر (207 رطل قدم)، و24 كيلو واط في الساعة حزمة بطارية ليثيوم أيون مصنفة مسافة 160 كم (99 ميل)، نظام الملاحة والتحكم عن بعد إ في والمراقبة.
تم الكشف عن النموذج الأولي للسيارة في مقر نيسان في يوكوهاما في 8 فبراير 2009. وكان من المقرر أن يبدأ بيع نسخة الإنتاج في الولايات المتحدة واليابان في عام 2010.

## الجيل الثاني (سي12؛ 2011)
| الجيل الثاني (سي12) | الجيل الثاني (سي12)                                                                                            |
| ------------------- | --- |
|                     | |
| ملخص                | |
| وتسمى أيضًا          | نيسان بولسار (تايلاند وأستراليا ونيوزيلندا)                                                                    |
| الإنتاج             | 2011-2016 (الصين) 2013-2018 (تايلاند) 2013 إلى الوقت الحاضر (تايوان)                                           |
| جمعية               | اليابان: كاندا، فوكوكا (مصنع كيوشو) الصين: قوانغتشو (DMCL) تايوان: مقاطعة مياولي تايلاند: ساموت براكان         |
| الجسم والشاسيه      | |
| هيكل                | هاتشباك بخمسة أبواب                                                                                            |
| تصميم               | محرك أمامي، دفع أمامي                                                                                          |
| منصة                | منصة نيسان الخامس                                                                                              |
| ذات الصلة           | نيسان سيلفي / سنترا / بولسار (B17)                                                                             |
| مجموعة نقل الحركة   | |
| المحرك              | 1.6 لتر MR16DDT I4 (طن / ج بنزين) 1.6 لتر HR16DE I4 (بنزين) 1.8 لتر MRA8DE I4 (بنزين) 1.5 لتر K9K764 I4 (ديزل) |
| ناقل حركة           | يدوي 5 سرعات CVT                                                                                               |
|                     | |
| قاعدة العجلات       | 2700 ملم (106.3 بوصة)                                                                                          |
| الطول               | 4295 ملم (169.1 بوصة)                                                                                          |
| العرض               | 1,760 مم (69.3 بوصة)                                                                                           |
| الارتفاع            | 1,520 ملم (59.8 بوصة)                                                                                          |
| الوزن الصافي        | 1,206 - 1,257 كجم (2,659-2,771 باوند)                                                                          |

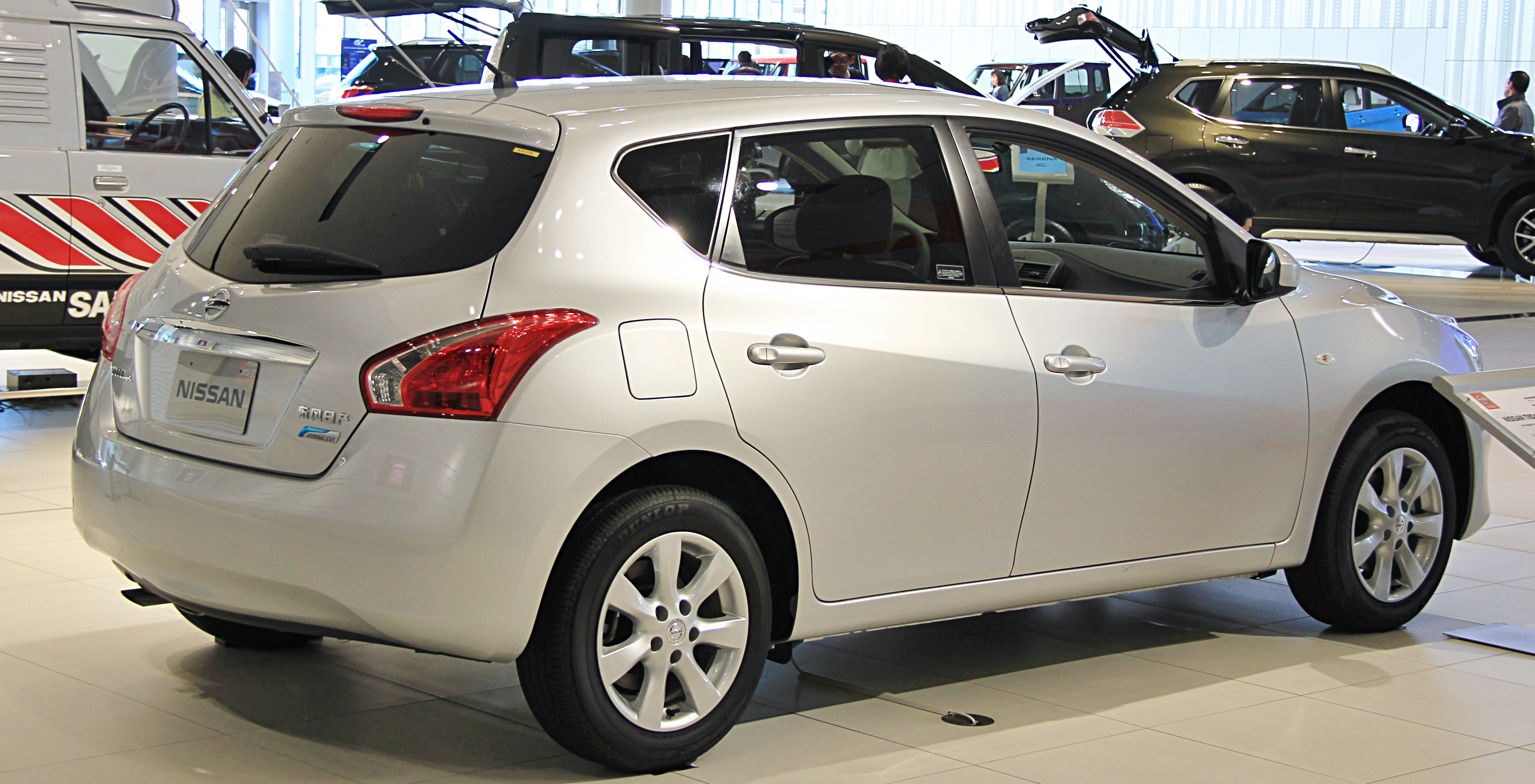
نيسان تيدا (الصين)

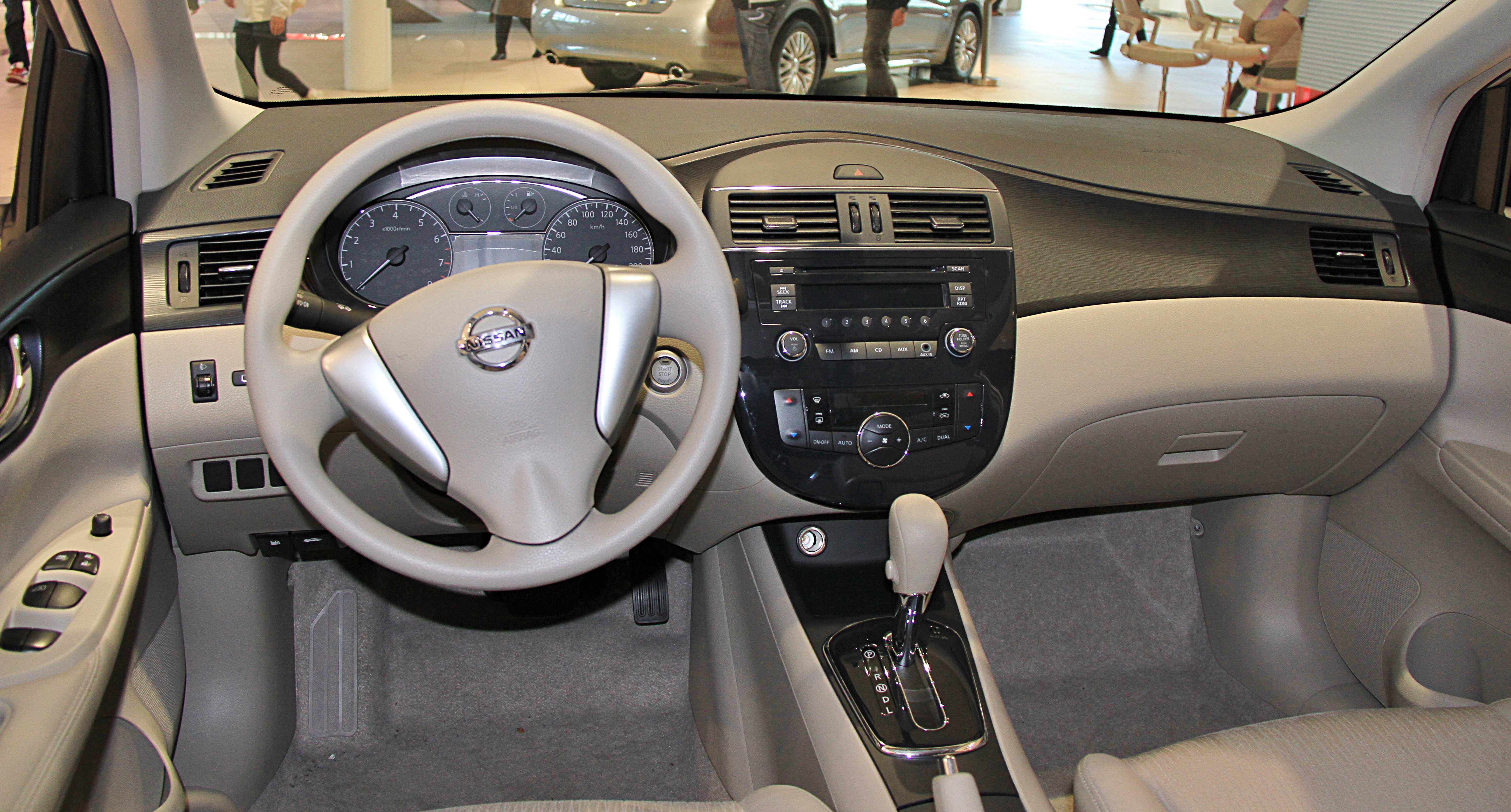
داخلي (صنع صيني)

تم الكشف عن الجيل الثاني، سلسلة سي12 من نيسان تيدا في أبريل 2011 في معرض شنغهاي للسيارات. بدأت المبيعات في الصين في يونيو 2011. وهي متوفرة فقط كسيارة هاتشباك بخمسة أبواب، ولا تباع بشكل خاص في اليابان. تم استبدال سي11 تيدا سيدان بنيسان لاتيو (أن17) ونيسان سيلفي (بي17). في الواقع، ترتبط تيدا سي 12 ارتباطًا وثيقًا بـ سيلفي بي17- كلاهما يعتمد في بنائه على منصة نيسان V ويشترك في ميكانيكا جوهرية. حتى أن النسخ المصنعة التايلاندية تشترك في التصميم الداخلي لـ سيلفي بي17. تتميز النماذج الأصلية الصينية والتايوانية بتصميم مميز. تظل مجموعات نقل الحركة شائعة أيضًا بين طرازي سي12 وبي17.
بدلاً من أن يتم تسويقها كسيارة مدمجة أو سيارة مدمجة حسب الدولة، سيتم تسويق سيارة تيدا الجديدة الأكبر حجمًا بشكل ملحوظ كقطعة سي في جميع أنحاء العالم حيث سيحل كل من مارش / ميكرا ولاتيو محل الفئة بي الأسواق.
وهي متوفرة بمحرك بنزين بقوة 188 حصان وسعة 1.6 لتر مع حقن مباشر للبنزين مقترن بناقل حركة متغير باستمرار. سيتم الإعلان عن المحركات الأخرى مع اقتراب موعد الإصدار.

### تسويق

#### آسيا
في تايلاند، يُطلق على تيدا هاتشباك اسم نيسان بولسار، والذي تم طرحه للبيع بحلول فبراير 2013. تأتي تيدا هاتشباك مع MRA8DE، والتي تشترك فيها مع نيسان سيلفي. في تايوان، تُعرف تيدا هاتشباك باسم تيدا الكبيرة في الإعلان بسبب ترقية الحجم وتم طرحها للبيع في يناير 2013.

#### أستراليا
في أستراليا، تم إسقاط اسم تيدا لصالح العودة إلى استخدام نيسان بولسار، والذي كان اسمًا شائعًا للغاية حتى عام 2005.
وصلت نسخة أس أس أس عالية الأداء بمحرك توربيني سعة 1.6 لتر في أواخر عام 2013. كان يستهدف سوق الفتحات «الدافئة» وهي فئة تقع بين الفتحات القياسية والساخنة. ظهرت بمحرك MR16DDT بشاحن توربيني بقوة 140 كيلووات موجود في طراز نيسان بولسار أس تي- أس. توجد أيضًا في نيسان جوك أس تي-أس وتي آي-أس. تم توصيل المحرك إما بناقل حركة يدوي من 6 سرعات بنسبة قريبة أو ناقل حركة متغير باستمرار (سي في تي). تضمنت الميزات المتميزة الإشعال بالدفع، والدخول بدون مفتاح، والمصابيح الأمامية التي تستشعر الغسق، والتحكم المزدوج في المناخ والملاحة عبر الأقمار الصناعية

#### الشرق الأوسط
في الشرق الأوسط، كانت تيدا متوفرة بمحرك 1.6 أو 1.8 لتر.

### آي تيدا
بدلاً من التحديث إلى تيدا سي 13/ بولسار، تم تحديث تيدا سي 12 حصريًا في السوق التايوانية بواسطة يولون موتور. كانت عملية شد الوجه تحديثًا للميزانية للحفاظ على مظهر تيدا سي 12 في تايوان بما يتماشى مع تيدا سي 13 في الأسواق الأخرى. تستبدل عملية شد الوجه وحدات الإضاءة الأمامية والخلفية بإعدادات وشرائط ضوئية مُعاد تصميمها ومصدات أمامية وخلفية وشبكة أمامية. تتميز الشبكة الأمامية الجديدة بتصميم حركة نيسان V المحدث، كما تم تصميم المصد الخلفي لتقليد تلك الموجودة في سي13 تيدا.

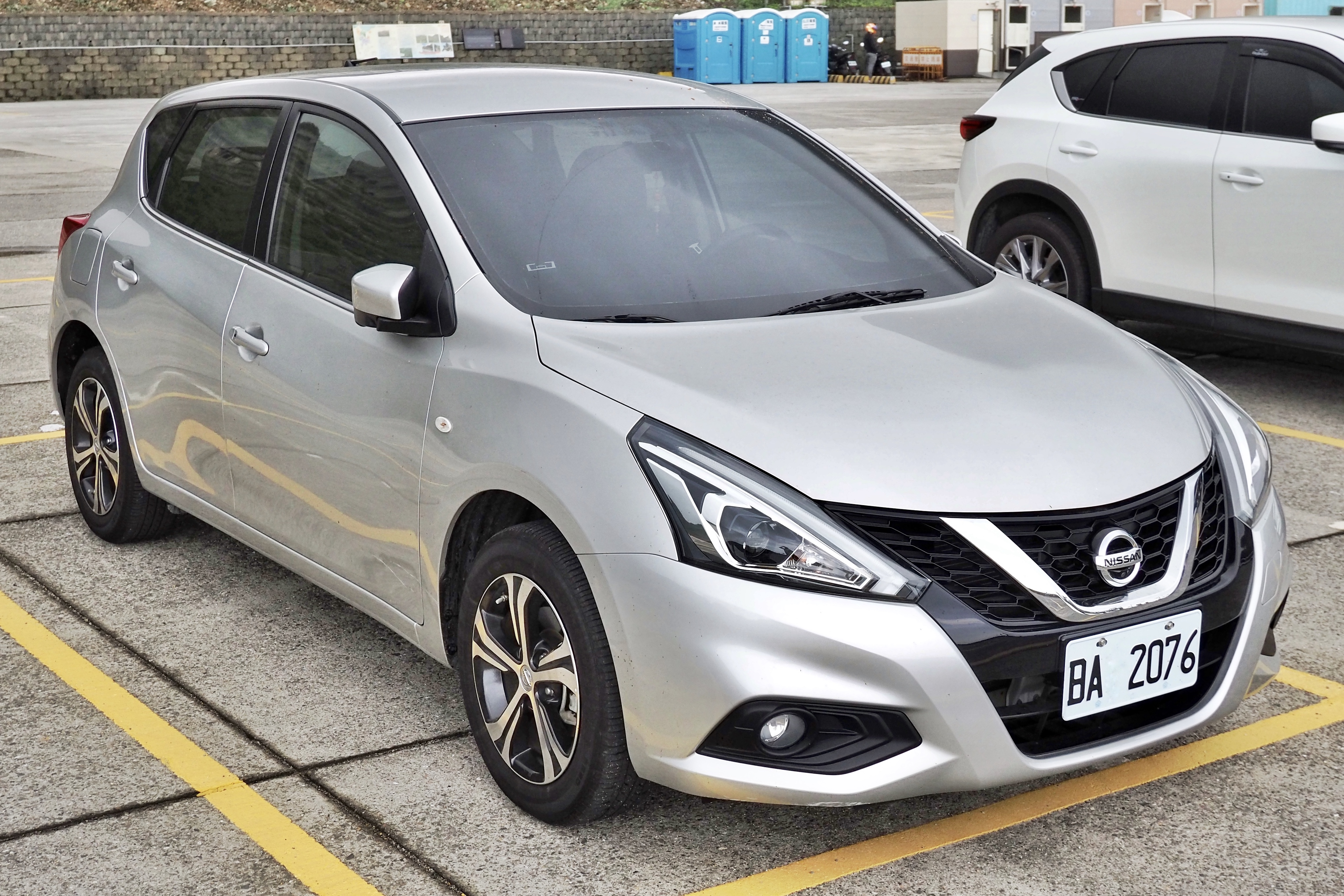
منظر أمامي لنيسان آي تيدا (تجميل 2017)

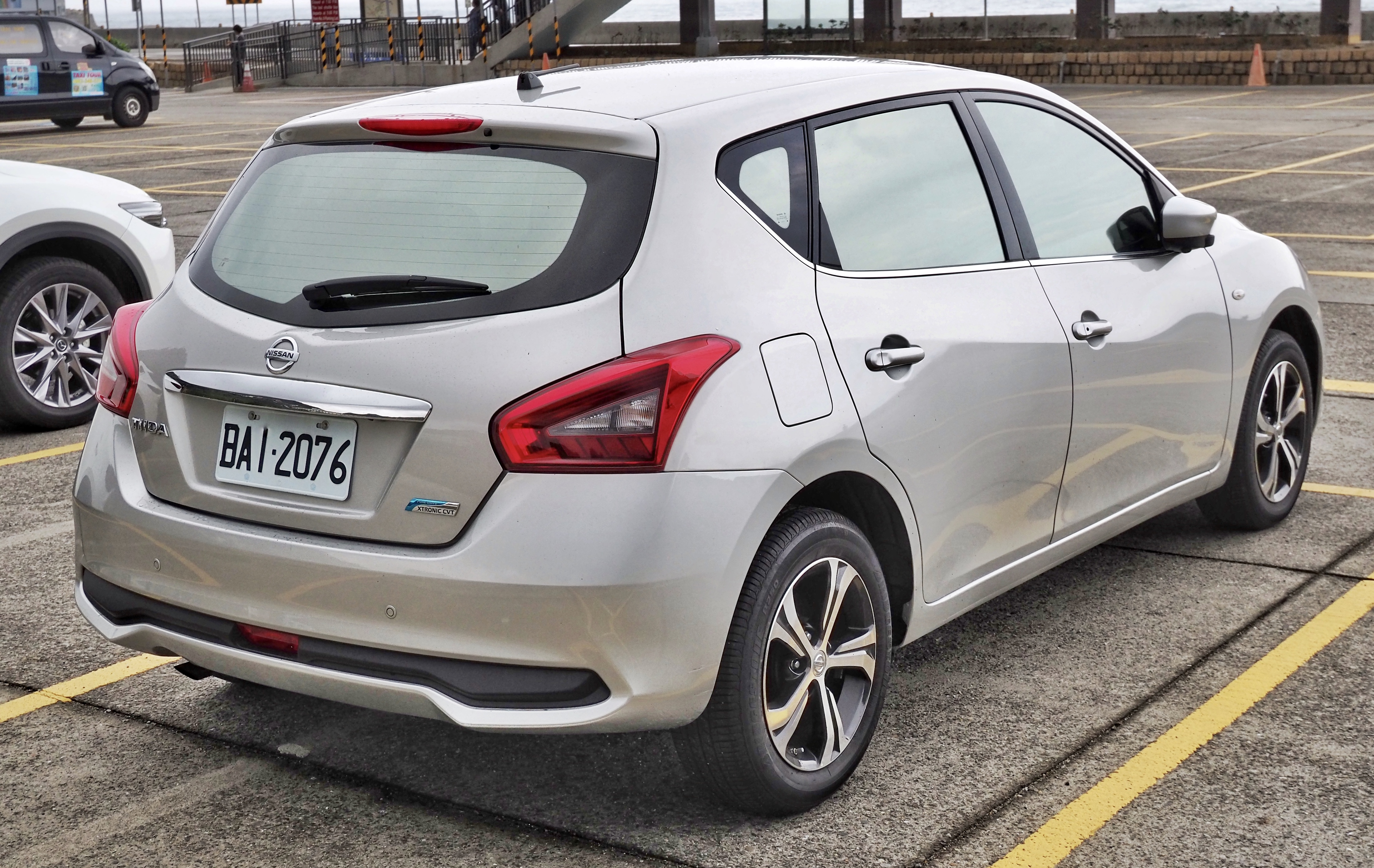
المنظر الخلفي لنيسان آي تيدا (تجميل 2017)

## الجيل الثالث (سي13؛ 2015)

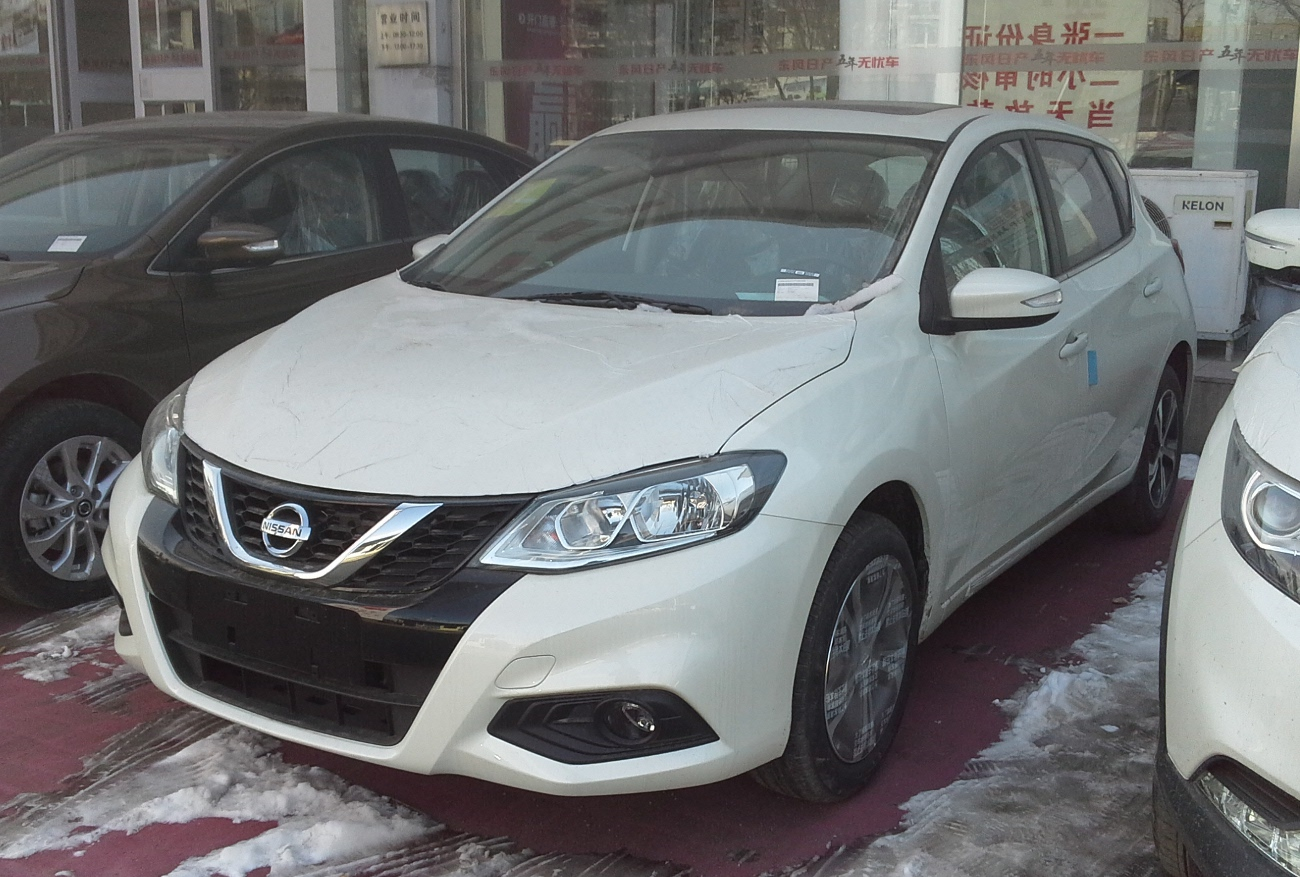
نيسان تيدا سي 13 الصين

منذ مارس 2015، تُباع نيسان بولسار (سي13) في معظم أنحاء أوروبا في روسيا والصين تحت اسم تيدا.
| ج 13           | ج 13                                                                                 |
| -------------- | ------------------------------------------------------------------------------------ |
|                |                                                                                      |
| ملخص           |                                                                                      |
| الشركة المصنعة | نيسان                                                                                |
| تسمى أيضًا      | نيسان تيدا (روسيا والصين)                                                            |
| الإنتاج        | 2014-2018 (أوروبا) 2016 إلى الوقت الحاضر (الصين)                                     |
| تجميع          | الصين: قوانغتشو (DMCL) روسيا: إيجيفسك (2015) إسبانيا: برشلونة (نيسان موتور ليباريكا) |
| الجسم والشاسيه |                                                                                      |
| تصميم          | محرك أمامي، دفع أمامي                                                                |
| منصة           | منصة نيسان CMF                                                                       |
| أبعاد          |                                                                                      |
| قاعدة العجلات  | 2700 ملم (106.3 بوصة)                                                                |
| الطول          | 4,387 مم (172.7 بوصة)                                                                |
| االعرض         | 1,768 مم (69.6 بوصة)                                                                 |
| الارتفاع       | 1,520 ملم (59.8 بوصة)                                                                |
| الوزن فارغة    | 1,265 كجم (2789 رطلاً)                                                                |

في 16 مايو 2014، أعلنت نيسان أنه سيتم إطلاق سلسلة سي13 بولسار في أوروبا. استنادًا إلى منصة سي أم أف، لا يحل هذا النموذج محل إصدار سي12، ولكنه بديل أوروبي فقط. بدأت المبيعات الأوروبية في مارس 2015. ومن المربك أن سي13 بولسار تم بيعها في روسيا منذ مارس 2015 باسم سلسلة سي13 نيسان تيدا. تم بيع سي13 بولسار أيضًا في الصين باسم سلسلة نيسان تيدا سي 13 منذ عام 2016 بعد عرضها في أبريل 2016 أوتو الصين. في آسيا، تم إطلاق نيسان بولسار في سنغافورة منذ يناير 2017 وهي أول دولة في جنوب شرق آسيا تطلق سي13 بولسار.
تشير سيارة بولسار الجديدة إلى عودة نيسان إلى فئة الهاتشباك المدمجة عالية التنافسية، بعد انسحاب تيدا من السوق في عام 2011. وهي المرة الأولى التي يتم فيها استخدام لوحة بولسار رسميًا في أوروبا القارية، بدلاً من شيري وصني وبلميرا اللوحات التي تم استخدامها في أوروبا عبر الأجيال. في البداية، يتم تشغيل بولسار سي 13 بواسطة محرك بنزين دي جي تي سعة 1.2 لتر بقوة 113 حصان (84 كيلو واط) مع ناقل حركة سي فس تي أو محرك ديزل سعة 1.5 لتر ينتج 104 حصان (78 كيلو واط).
في أكتوبر 2014، قدمت نيسان محرك دي آي جي-تي سعة 1.6 لتر والذي يولد 140 كيلو واط (188 حصان). تم طرح طراز 1.6 للبيع في مارس 2015.
تم تصنيع النجوم النابضة للبيع في أوروبا في مصنع نيسان في برشلونة بإسبانيا بدلاً من سندرلاند بالمملكة المتحدة. تم إيقاف بولسار في أوروبا في 12 سبتمبر 2018 بسبب ضعف الطلب، مع توقف الإنتاج الإسباني في يونيو من نفس العام. كانت المبيعات المتوقعة 64000 في السنة، ولكن في 2017 فقط 25183 بولسار وجدت مشترين أوروبيين.
في روسيا، تم تجميع نسخة تيدا باد غاد في إيجيفسك بداية من يناير 2015،  لكن الإنتاج استمر حتى ديسمبر من نفس العام بسبب انخفاض المبيعات.
لاتزال سي13 تُباع في الصين تحت اسم تيدا.

## المحركات
- ليتر البنزين HR15DE مستقيم 4 المحرك، الاقتصاد في استهلاك الوقود 18.0 كلم / لتر في JC08 الوضع.
- 1.6 ليتر البنزين HR16DE مستقيم - 4 المحرك، الاقتصاد في استهلاك الوقود 6,5-9 كم / لتر في المدينة و9،3-13,5 كلم / لتر على الطرق السريعة.
- 1.8 ليتر البنزين MR18DE مستقيم - 4 محرك الاقتصاد في استهلاك الوقود 9-11 كم / لتر في المدينة و12،5-14,5 كلم / لتر على الطرق السريعة، 125HP
- 1.5 ليتر على التوالي - 4 - K9K محرك الديزل 1.5؛ 10-12 كم / لتر في المدينة و12،5-15 كلم / لتر على الطرق السريعة.